# ملعب تشيازي الوطني

ملعب تشيمانديلا هو ملعب متعدد الاستخدام يقع في كابيندا، أنغولا, يتسع ل25000 متفرج. تم الانتهاء من تشيده في عام 2010، يستضيف مباريات كرة القدم كما يستضيف مباريات كأس الأمم الأفريقية 2010 بالمشاركة مع ثلاثة ملاعب أخرى.

## روابط إضافية
- Venue information (بالبرتغالية)
- Stadium information